# 约翰·狄龙 (爱尔兰政治家)

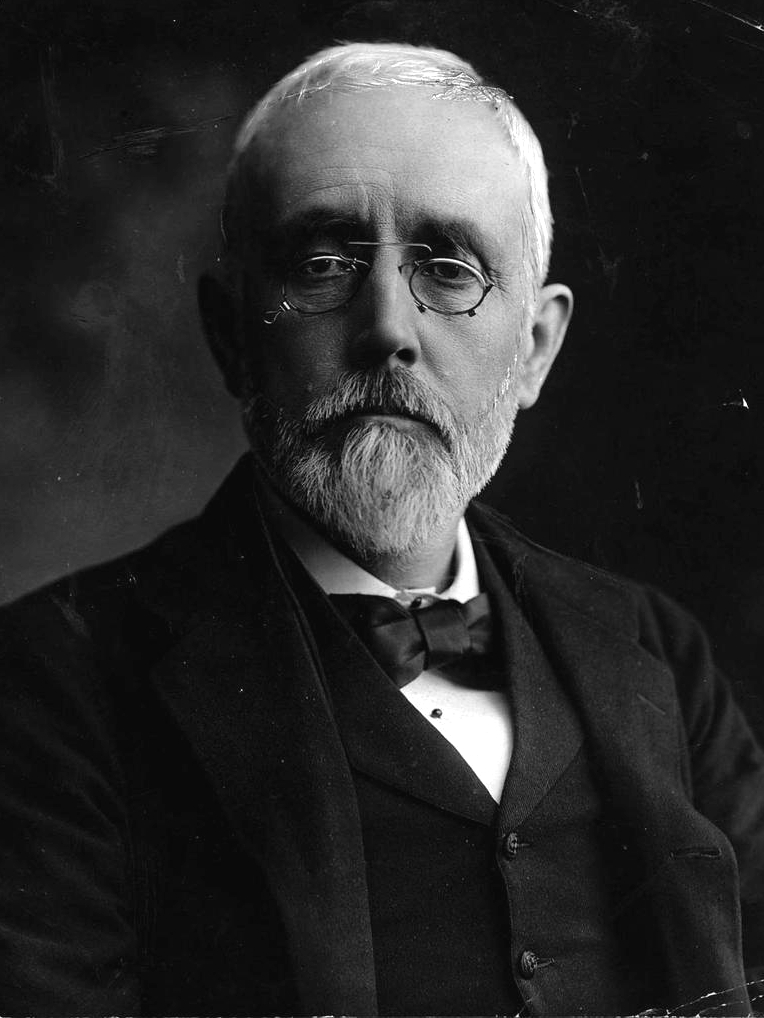
1915年左右摄

约翰·狄龙（John Dillon，1851年9月4日—1927年8月4日）是一位爱尔兰民族主义政治家和英国下议院议员，爱尔兰议会党的最后一位领导人，支持爱尔兰自治。

## 生平
约翰·狄龙出生于都柏林，父亲约翰·布莱克·狄龙是一位政治家。他曾就读于天主教大学学校、都柏林三一学院和比利时鲁汶天主教大学。随后，他在都柏林的愛爾蘭皇家外科醫學院学习医学，1873年加入艾萨克·巴特的自治聯盟后投身政治。
为了推动爱尔兰自治运动，他和查尔斯·斯图尔特·帕内尔等人曾多次入狱。但后来由于和帕内尔理念不合，且身体不好，1883年3月6日辞去议员职位，前往美国科罗拉多州兄弟那里。不过1885年他又回国再次当选爱尔兰议会党议员。